# Differences (publicación)
Differences: A Journal of Feminist Cultural Studies, estilizado como differences, (en español, "Diferencias: Una publicación de estudios culturales feministas") es una revista académica revisada por pares fundada en 1989 por Naomi Schor y Elizabeth Weed. Cubre investigaciones de estudios culturales. Desde 2021, las personas con el puesto de jefe de redacción son Elizabeth Weed, Ellen Rooney y Denise L Davis. La revista, aunque independiente, está alojada en el Pembroke Center for Teaching and Research on Women (Universidad Brown). Inicialmente fue publicada por Indiana University Press, pero desde 2003 (volumen 14) Duke University Press se encarga de su publicación.

## Resumen e indexación
La revista está indexada en:
- Academic Search Premier
- Alternative Press Index
- Contemporary Culture Index
- Current Contents/Social and Behavioral Sciences
- Expanded Academic ASAP
- Humanities Abstracts
- Humanities Index
- MLA Bibliography
- Scopus
- Social Sciences Citation Index
- Sociological Abstracts
- Studies on Women Abstracts
- Women Studies Abstracts

Según el Journal Citation Reports, la revista tuvo un factor de impacto de 0,310 en 2015, lo que la sitúa en el puesto 31 de 40 revistas pertenecientes a la categoría "Estudios de la Mujer".
Entre las personas más citadas en la revista, se encuentran Étienne Balibar, Lauren Berlant, Mary Ann Doane, Elizabeth Freeman, Elizabeth Grosz, Andrea Long Chu, Kevin Quashie, Hortense J. Spillers, y Robyn Wiegman.